# Laura Sieger
Laura Sieger (* 18. Februar 2000 in Mechernich) ist eine deutsche Fußballtorhüterin. Sie steht beim Hamburger SV unter Vertrag.

## Karriere

### Vereine
Sieger bestritt von April 2015 bis September 2016 insgesamt 25 Partien für die B-Juniorinnen des 1. FC Köln in der Bundesliga West/Südwest. In der Saison 2016/17 gehörte sie zum Kader der Frauenmannschaft, für die sie bis Jahresende zu sechs Einsätzen in der 2. Bundesliga Süd kam. In der Ligapartie gegen den 1. FFC 08 Niederkirchen zog sie sich dann jedoch einen Kreuzbandriss zu und fiel für die restliche Saison aus. Der Mannschaft gelang zum Ende der Saison als Tabellenzweiter hinter der nicht aufstiegsberechtigten Zweitvertretung der TSG 1899 Hoffenheim der Aufstieg in die Bundesliga. 2017/18 gehörte Sieger zum Kader der zweiten Mannschaft, die kurz zuvor in die 2. Bundesliga aufgestiegen war.
Im Sommer 2018 unterschrieb sie einen Vertrag beim Bundesligaaufsteiger Bayer 04 Leverkusen. Am 27. Oktober 2018 (7. Spieltag) wurde sie bei der 0:7-Niederlage im Auswärtsspiel gegen den VfL Wolfsburg nach der Halbzeit für Anna Klink eingewechselt und gab damit ihr Debüt in der Bundesliga. Eine Woche später folgte im Heimspiel gegen die TSG 1899 Hoffenheim der erste Einsatz über die volle Spielzeit. Zur Saison 2020/21 unterschrieb Sieger einen Vertrag beim Bundesligaaufsteiger SV Meppen.
Am 3. Juli 2024 wurde sie zur Saison 2024/25 vom österreichischen Erstligisten SKN St. Pölten verpflichtet. Für dem Verein absolvierte sie drei Spiele im Grunddurchgang und ein weiteres in der Meistergruppe der Bundesliga. Am Ende wurde sie mit dem Verein Österreichischer Meister.
Zur Saison Saison 2025/26 wechselte Sieger zurück nach Deutschland zum Aufsteiger Hamburger SV.

### Nationalmannschaft
Die Torhüterin lief von Dezember 2014 bis Oktober 2016 16-mal für deutsche Nachwuchsauswahlen auf. Ihr Debüt im Nationaltrikot gab sie am 3. Dezember 2014 beim 13:0-Sieg der U15-Nationalmannschaft gegen Belgien. Mit der U16-Nationalmannschaft nahm sie zweimal am Nordic Cup teil und belegte  sowohl 2015 als 2016 mit der Mannschaft den zweiten Platz. Zuletzt bestritt sie im Herbst 2016 vier Partien für die U17-Nationalmannschaft, davon zwei im Rahmen der Qualifikation zur Europameisterschaft 2017.

## Erfolge
Verein
- Aufstieg in die Bundesliga: 2017 (mit dem 1. FC Köln)
- Österreichischer Meister: 2024/25 (mit dem SKN St. Pölten)

Nationalmannschaft
- Nordic Cup: 2. Platz 2015 und 2016 (mit der U-16-Nationalmannschaft)